# (6909) Лэвизон
(6909) Лэвизон (лат. Levison) — астероид, относящийся к группе астероидов пересекающих орбиту Марса. Он был открыт 19 января 1991 года американским астрономом Кэролин Шумейкер в Паломарской обсерватории и назван в честь американского астронома Гарольда Лэвизона (англ. Harold F. Levison).

Орбита астероида Лэвизон и его положение в Солнечной системе